# 英伍德-207街車站
英伍德-207街車站（英語：Inwood–207th Street station），曾名為「華盛頓高地-207街車站」（英語：Washington Heights–207th Street station），是美國紐約地鐵IND第八大道線的北端總站，位於曼哈頓英伍德207街及百老匯交界，鄰近英伍德山丘公園，設有A線（任何時候停站）列車服務。

## 車站結構
| G        | 街道層   | 出入口                                                                         |
| M        | 夾層     | 閘機、車站詢間處、MetroCard自動售票機 升降機位於百老匯及207街的西南角          |
| P 月台層 | 4號軌道  | 往遠洛克威-莫特大道, 臭氧公園-勒弗茲林蔭路 或洛克威公園-海灘116街 (迪克曼街) → |
| P 月台層 | 島式月台 |                                                                                |
| P 月台層 | 3號軌道  | 往遠洛克威-莫特大道, 臭氧公園-勒弗茲林蔭路 或洛克威公園-海灘116街 (迪克曼街) → |

此站設有一個島式月台和兩條軌道，分別為A3軌道和A4軌道，並在月台以北的止衝擋終止。此站以南設有一個剪式橫渡線容許列車進入正確軌道，並共用前往207街車廠以及此站南面一站迪克曼街車站的軌道。此站總站亦翻新，並增設了兩部符合美國殘疾人法案要求的升降機。夾層和街道升降機槽包括一個名為的藝術，由Sheila LaBrettville製作。總站由南端的調度辦公室營運，而聯鎖則由位於207街車廠的CTC控制。

## 外部連結
- nycsubway.org—IND 8th Avenue: 207th Street
- nycsubway.org – At the Start... At Long Last Artwork by Sheila Levrant de Bretteville (1999) （页面存档备份，存于）
- Station Reporter – A Lefferts
- Station Reporter – A Rockaway
- MTA's Arts For Transit – Inwood–207th Street (IND Eighth Avenue Line)
- 207th Street entrance from Google Maps Street View
- Isham Street/211th Street entrance from Google Maps Street View
- Platform from Google Maps Street View